# Melty Moment
Melty Moment (メルティモーメント?) è una visual novel di genere erotico, pubblicata da Hooksoft nel 2014 per Microsoft Windows. In Giappone il videogioco è uscito prima in versione prova il 7 gennaio 2014, mentre l'edizione ufficiale è uscita il 31 gennaio 2014, contenente alcuni extra in edizione limitata. Ha ricevuto il premio d'oro e il premio "Pure Love Work" ai Moe Game Award 2014.
Dal gioco è stato tratto un manga omonimo.

## Personaggi

### Principali
Yūka Orie (織恵 夕花?, Orie Yūka)
Natsuki Amane (天音 菜月?, Amane Natsuki)
Sumire Ayazaki (彩咲 すみれ?, Ayazaki Sumire)
Misao Fujibayashi (藤林 操?, Fujibayashi Misao)
Aoi Ichijō (一条 葵?, Ichijō Aoi)

### Secondari
Chiemi Hīragi (柊 千恵美?, Hīragi Chiemi)
Kagami Ogishima (荻嶋 鏡水?, Ogishima Kagami)
Yua Sakurai (櫻井 由愛?, Sakurai Yua)